# Marion (série télévisée, 2022)
Pour les articles homonymes, voir Marion.
Ne doit pas être confondu avec Marion (mini-série).
Marion est une série télévisée française en six épisodes de 45 minutes. Réalisée par Jacques Kugler, écrite par Laetitia Kugler, Caroline Ophélie et David Bourgie, sous la direction de Jacques Kugler et Danielle Thiéry. La 1re saison a été lancée le 1er juin 2022 sur 13e rue, les épisodes sont disponibles à la demande sur Universal+. C'est une adaptation des romans de Danielle Thiéry.
Le projet initial d'une deuxième saison a été abandonné.

## Synopsis
Fraîchement arrivée de Lyon avec sa fille adoptive, Edwige Marion intègre l’équipe de la Gare du Nord en tant que commissaire principal de la brigade ferroviaire. Dans cet univers noir et violent, elle enquête avec un style bien à elle sur les affaires criminelles les plus sombres, tout en cherchant à concilier ses responsabilités de mère et son rôle de flic.

## Distribution
- Louise Monot : Commissaire principal Edwige Marion
- Gwendolyn Gourvenec : Lieutenant Valentine Cara
- Bertrand Nadler : Lieutenant Luc Abadie
- Jina Djemba : Nathalie Duval
- Alba Gutiérrez : Brigitte Nill
- Jean Fornerod : Commissaire Tour
- Benoît Cervelli : Jacky
- Sarah Pachoud : Nina
- Anna D'annunzio : Amande Klein
- Christophe Favre : Wolsky
- Jérémy Malaveau : Serge Kerman
- Franz Lang : Zig
- Carl Laforêt : Guerry
- Thomas Van Hamme : policier Morel
- Aurélien Lorgnier : George Aubin

## Tournage
À partir du 18 octobre 2021, notamment à Villeneuve-Saint-Georges dans le Val-de-Marne.

## Liste des épisodes
1. Le Festin des anges (en deux parties)
2. L'Ombre des Morts (en deux parties)
3. Crimes de Seine (en deux parties)

## Audiences
Marion a réalisé un fort démarrage sur 13EME RUE lors de son lancement le mercredi 1er juin 2022. Les deux premiers épisodes de la série ont obtenu une excellente part d’audience de 3,5% sur les abonnés SFR 15ans et plus. La chaîne 13e Rue réalise son meilleur lancement historique parmi 16 séries ou saisons exclusives. Une série réalisée par Jacques Kluger («Puzzle», «All Wrong») et produite par Nolita (Mathieu Ageron, Maxime Delauney, Romain Rousseau) et Darklight Content (Jacques Kluger).